# Lysimachia quadriflora
Lysimachia quadriflora är en viveväxtart som beskrevs av John Sims. Lysimachia quadriflora ingår i släktet lysingar, och familjen viveväxter. Inga underarter finns listade i Catalogue of Life.